# Praskačka (stacja kolejowa)
Praskačka – stacja kolejowa w miejscowości Praskačka, w kraju hradeckim, w Czechach. Znajduje się na wysokości 245 m n.p.m. Położona jest między miejscowościami Praskačka i Urbanice.
Jest zarządzana przez Správę železnic. Na stacji nie ma możliwości zakupu biletów, a obsługa podróżnych odbywa się w pociągu.

## Linie kolejowe
- 020 Velký Osek - Hradec Králové - Choceň